# Mistrzostwa Japonii w łyżwiarstwie figurowym
Mistrzostwa Japonii w łyżwiarstwie figurowym (jap. 全日本フィギュアスケート選手権, eng. All Japan Figure Skating Championships) – krajowe zawody mistrzowskie Japonii w łyżwiarstwie figurowym. Medale przyznawane są w jeździe indywidualnej kobiet i mężczyzn oraz par sportowych i tanecznych w kategorii seniorów i juniorów. 	
Osiągnięte rezultaty na zawodach krajowych determinują skład reprezentacji Japonii na Zimowe Igrzyska Olimpijskie, mistrzostwa świata, mistrzostwa świata juniorów i mistrzostwa czterech kontynentów.	

## Medaliści w kategorii seniorów

### Soliści
| Rok                                                          | Miejsce   | Złoto              | Srebro               | Brąz                 | Źr.    |
| ------------------------------------------------------------ | --------- | ------------------ | -------------------- | -------------------- | ------ |
| 1930                                                         | Nikkō     | Makoto Kubo        | Yukichi Kaneko       | Susumu Kobayashi     | [ 1 ]  |
| 1931                                                         | Sendai    | Kazuyoshi Oimatsu  | Ryuichi Obitani      | Susumu Kobayashi     | [ 1 ]  |
| 1932                                                         | Shimosuwa | Kingo Satō         | Toshikazu Katayama   | Yoshizou Wada        | [ 1 ]  |
| 1933                                                         | Tokio     | Toshikazu Katayama | Kazuyoshi Oimatsu    | Tsugio Hasegawa      | [ 1 ]  |
| 1934                                                         | Tokio     | Toshikazu Katayama | Zenjiro Watanabe     | Tsugio Hasegawa      | [ 1 ]  |
| 1935                                                         | Tokio     | Toshikazu Katayama | Tsugio Hasegawa      | Kazuyoshi Oimatsu    | [ 1 ]  |
| 1936                                                         | Tokio     | Seiji Kitagawa     | Katsutoshi Kobayashi | Shin Kurahashi       | [ 1 ]  |
| 1937                                                         | Tokio     | Toshikazu Katayama | Zenjiro Watanabe     | Tsugio Hasegawa      | [ 1 ]  |
| 1938                                                         | Tokio     | Toshikazu Katayama | Hiroshi Kanda        | Fujimaru Shouzushima | [ 1 ]  |
| 1939                                                         | Tokio     | Hiroshi Kanda      | Ryusuke Arisaka      | Fujimaru Shouzushima | [ 1 ]  |
| 1940                                                         | Tokio     | Ryusuke Arisaka    | Hiroshi Kanda        | Fujimaru Shouzushima | [ 1 ]  |
| 1941                                                         | Tokio     | Ryusuke Arisaka    | Katsumi Sakai        | Fujimaru Shouzushima | [ 1 ]  |
| Zawody nie odbyły się w latach 1942–1946 (II wojna światowa) |           |                    |                      |                      |        |
| 1947                                                         | Hachinohe | Ryusuke Arisaka    | Tatsujiro Kawashima  | Kiyoshi Iwasaki      | [ 1 ]  |
| 1948                                                         | Morioka   | Ryusuke Arisaka    | Naoshige Shiota      | Suzuo Haraguchi      | [ 1 ]  |
| Zawody nie odbyły się w 1949 roku                            |           |                    |                      |                      |        |
| 1950                                                         | Tomakomai | Katsumi Sakai      | Masamizu Kobayashi   | Suzuo Haraguchi      | [ 1 ]  |
| 1951                                                         | Nikkō     | Ryusuke Arisaka    | Naoshige Shiota      | Masamizu Kobayashi   | [ 1 ]  |
| Zawody nie odbyły się w 1952 roku                            |           |                    |                      |                      |        |
| 1953                                                         | Tokio     | Jack B. Jost       | Naoshige Shiota      | Masamizu Kobayashi   | [ 1 ]  |
| 1954                                                         | Osaka     | Masamizu Kobayashi | Tetsutaro Tanaka     | Shuichi Sugimoto     | [ 1 ]  |
| 1955                                                         | Tokio     | Kazuo Ohashi       | Yukio Nishikura      | Masamizu Kobayashi   | [ 1 ]  |
| 1956                                                         | Kioto     | Hideo Sugita       | Kazuo Ohashi         | Nobuo Satō           | [ 1 ]  |
| 1957                                                         | Tokio     | Nobuo Satō         | Yukio Nishikura      | Hideo Sugita         | [ 1 ]  |
| 1958                                                         | Tokio     | Nobuo Satō         | Yukio Nishikura      | Hideo Sugita         | [ 1 ]  |
| 1959                                                         | Osaka     | Nobuo Satō         | Yukio Nishikura      | Hideo Sugita         | [ 1 ]  |
| 1960                                                         | Tokio     | Nobuo Satō         | Yukio Nishikura      | Hideo Sugita         | [ 1 ]  |
| 1961                                                         | Tokio     | Nobuo Satō         | Hideo Sugita         | Yutaka Doke          | [ 1 ]  |
| 1962                                                         | Osaka     | Nobuo Satō         | Hideo Sugita         | Masato Tamura        | [ 1 ]  |
| 1963                                                         | Tokio     | Nobuo Satō         | Yoshiyuki Koizumi    | Yutaka Doke          | [ 1 ]  |
| 1964                                                         | Tokio     | Nobuo Satō         | Yoshiyuki Koizumi    | Masato Tamura        | [ 1 ]  |
| 1965                                                         | Osaka     | Nobuo Satō         | Tsuguhiko Kozuka     | Masato Tamura        | [ 1 ]  |
| 1966                                                         | Tomakomai | Nobuo Satō         | Tsuguhiko Kozuka     | Yutaka Higuchi       | [ 1 ]  |
| 1967                                                         | Tokio     | Tsuguhiko Kozuka   | Masato Tamura        | Yutaka Higuchi       | [ 1 ]  |
| 1968                                                         | Tokio     | Tsuguhiko Kozuka   | Yutaka Higuchi       | Masato Tamura        | [ 1 ]  |
| 1969                                                         | Tokio     | Tsuguhiko Kozuka   | Akira Yoshizawa      | Tomomi Satō          | [ 1 ]  |
| 1970                                                         | Osaka     | Yutaka Higuchi     | Akira Yoshizawa      | Tomomi Satō          | [ 1 ]  |
| 1971                                                         | Tokio     | Yutaka Higuchi     | Tsuguhiko Kozuka     | Minoru Sano          | [ 1 ]  |
| 1972                                                         | Sapporo   | Yutaka Higuchi     | Minoru Sano          | Tsuguhiko Kozuka     | [ 1 ]  |
| 1973                                                         | Osaka     | Minoru Sano        | Tomomi Satō          | Mitsuru Matsumura    | [ 1 ]  |
| 1974                                                         | Kioto     | Minoru Sano        | Mitsuru Matsumura    | Yoshinori Onishi     | [ 1 ]  |
| 1975                                                         | Hiroshima | Minoru Sano        | Mitsuru Matsumura    | Fumio Igarashi       | [ 1 ]  |
| 1976                                                         | Tokio     | Minoru Sano        | Mitsuru Matsumura    | Fumio Igarashi       | [ 1 ]  |
| 1977                                                         | Tokio     | Minoru Sano        | Mitsuru Matsumura    | Fumio Igarashi       | [ 1 ]  |
| 1978                                                         | Kioto     | Fumio Igarashi     | Mitsuru Matsumura    | Takashi Mura         | [ 1 ]  |
| 1979                                                         | Tokio     | Mitsuru Matsumura  | Fumio Igarashi       | Shinji Someya        | [ 1 ]  |
| 1980                                                         | Tokio     | Fumio Igarashi     | Mitsuru Matsumura    | Takashi Mura         | [ 1 ]  |
| 1981                                                         | Tokio     | Fumio Igarashi     | Takashi Mura         | Masaru Ogawa         | [ 1 ]  |
| 1982                                                         | Tokio     | Fumio Igarashi     | Mitsuru Matsumura    | Takashi Mura         | [ 1 ]  |
| 1983                                                         | Tokio     | Shinji Someya      | Takashi Mura         | Masaru Ogawa         | [ 1 ]  |
| 1984                                                         | Tokio     | Masaru Ogawa       | Takashi Mura         | Makoto Kano          | [ 1 ]  |
| 1985                                                         | Tokio     | Masaru Ogawa       | Makoto Kano          | Tatsuya Fujii        | [ 1 ]  |
| 1986                                                         | Tokio     | Masaru Ogawa       | Makoto Kano          | Tatsuya Fujii        | [ 1 ]  |
| 1987                                                         | Tokio     | Masaru Ogawa       | Makoto Kano          | Tatsuya Fujii        | [ 1 ]  |
| 1988                                                         | Tokio     | Makoto Kano        | Tatsuya Fujii        | Mitsuaki Takeuchi    | [ 1 ]  |
| 1989                                                         | Tokio     | Makoto Kano        | Mitsuhiro Murata     | Tatsuya Fujii        | [ 1 ]  |
| 1990                                                         | Fukuoka   | Tatsuya Fujii      | Masakazu Kagiyama    | Mitsuhiro Murata     | [ 1 ]  |
| 1991                                                         | Jokohama  | Masakazu Kagiyama  | Mitsuhiro Murata     | Daisuke Nishikawa    | [ 1 ]  |
| 1992                                                         | Kobe      | Masakazu Kagiyama  | Mitsuhiro Murata     | Noritomo Taniuchi    | [ 1 ]  |
| 1993                                                         | Nagoja    | Masakazu Kagiyama  | Tomoaki Koyama       | Fumihiro Oikawa      | [ 1 ]  |
| 1994                                                         | Jokohama  | Fumihiro Oikawa    | Masakazu Kagiyama    | Yoshiaki Takeuchi    | [ 1 ]  |
| 1995                                                         | Kobe      | Shin Amano         | Naoki Shigematsu     | Seiichi Suzuki       | [ 1 ]  |
| 1996                                                         | Jokohama  | Takeshi Honda      | Naoki Shigematsu     | Makoto Okazaki       | [ 1 ]  |
| 1997                                                         | Nagano    | Takeshi Honda      | Yamato Tamura        | Makoto Okazaki       | [ 1 ]  |
| 1998                                                         | Kobe      | Yamato Tamura      | Naoki Shigematsu     | Yosuke Takeuchi      | [ 1 ]  |
| 1999                                                         | Jokohama  | Yosuke Takeuchi    | Naoki Shigematsu     | Yamato Tamura        | [ 1 ]  |
| 2000                                                         | Fukuoka   | Takeshi Honda      | Yamato Tamura        | Naoki Shigematsu     | [ 1 ]  |
| 2001                                                         | Nagano    | Takeshi Honda      | Yamato Tamura        | Yosuke Takeuchi      | [ 2 ]  |
| 2002                                                         | Osaka     | Yosuke Takeuchi    | Yamato Tamura        | Makoto Okazaki       | [ 3 ]  |
| 2003                                                         | Kioto     | Takeshi Honda      | Yamato Tamura        | Kensuke Nakaniwa     | [ 4 ]  |
| 2004                                                         | Nagano    | Yamato Tamura      | Kazumi Kishimoto     | Daisuke Takahashi    | [ 5 ]  |
| 2005                                                         | Jokohama  | Takeshi Honda      | Kensuke Nakaniwa     | Nobunari Oda         | [ 6 ]  |
| 2006                                                         | Tokio     | Daisuke Takahashi  | Nobunari Oda         | Kensuke Nakaniwa     | [ 7 ]  |
| 2007                                                         | Nagoja    | Daisuke Takahashi  | Nobunari Oda         | Yasuharu Nanri       | [ 8 ]  |
| 2008                                                         | Kadoma    | Daisuke Takahashi  | Takahiko Kozuka      | Yasuharu Nanri       | [ 9 ]  |
| 2009                                                         | Nagano    | Nobunari Oda       | Takahiko Kozuka      | Takahito Mura        | [ 10 ] |
| 2010                                                         | Kadoma    | Daisuke Takahashi  | Nobunari Oda         | Takahiko Kozuka      | [ 11 ] |
| 2011                                                         | Nagano    | Takahiko Kozuka    | Nobunari Oda         | Daisuke Takahashi    | [ 12 ] |
| 2012                                                         | Kadoma    | Daisuke Takahashi  | Takahiko Kozuka      | Yuzuru Hanyū         | [ 13 ] |
| 2013                                                         | Sapporo   | Yuzuru Hanyū       | Daisuke Takahashi    | Takahito Mura        | [ 14 ] |
| 2014                                                         | Saitama   | Yuzuru Hanyū       | Tatsuki Machida      | Takahiko Kozuka      | [ 15 ] |
| 2015                                                         | Nagano    | Yuzuru Hanyū       | Shōma Uno            | Takahiko Kozuka      | [ 16 ] |
| 2016                                                         | Sapporo   | Yuzuru Hanyū       | Shōma Uno            | Takahito Mura        | [ 17 ] |
| 2017                                                         | Kadoma    | Shōma Uno          | Keiji Tanaka         | Takahito Mura        | [ 18 ] |
| 2018                                                         | Tokio     | Shōma Uno          | Keiji Tanaka         | Takahito Mura        | [ 19 ] |
| 2019                                                         | Osaka     | Shōma Uno          | Daisuke Takahashi    | Keiji Tanaka         | [ 20 ] |
| 2020                                                         | Tokio     | Shōma Uno          | Yuzuru Hanyū         | Yuma Kagiyama        | [ 21 ] |
| 2021                                                         | Nagano    | Yuzuru Hanyū       | Shōma Uno            | Yuma Kagiyama        | [ 22 ] |
| 2022                                                         | Saitama   | Yuzuru Hanyū       | Shōma Uno            | Yuma Kagiyama        | [ 23 ] |

### Solistki
| Rok                                                          | Miejsce   | Złoto             | Srebro           | Brąz              | Źr.    |
| ------------------------------------------------------------ | --------- | ----------------- | ---------------- | ----------------- | ------ |
| 1935                                                         | Tokio     | Etsuko Inada      | Tamako Togo      | Mitsuko Tezuka    | [ 24 ] |
| 1936                                                         | Tokio     | Tamako Togo       | Yoshiko Tsukioka | Mitsuko Tezuka    | [ 24 ] |
| 1937                                                         | Tokio     | Etsuko Inada      | Yoshiko Tsukioka | Kinuko Nakamura   | [ 24 ] |
| 1938                                                         | Tokio     | Etsuko Inada      | Yoshiko Tsukioka | Kinuko Nakamura   | [ 24 ] |
| 1939                                                         | Tokio     | Etsuko Inada      | Kinuko Nakamura  | Michiko Yano      | [ 24 ] |
| 1940                                                         | Tokio     | Etsuko Inada      | Yoshiko Tsukioka | Michiko Yano      | [ 24 ] |
| 1941                                                         | Tokio     | Etsuko Inada      | Yoshiko Tsukioka | Tsuyako Ikuta     | [ 24 ] |
| Zawody nie odbyły się w latach 1942–1946 (II wojna światowa) |           |                   |                  |                   |        |
| 1947                                                         | Hachinohe | Yoshiko Tsukioka  | Tsuyako Ikuta    | Kyoko Tokue       | [ 24 ] |
| 1948                                                         | Morioka   | Yoshiko Niwa      | Tsuyako Ikuta    | Reiko Kato        | [ 24 ] |
| Zawody nie odbyły się w latach 1949–1950                     |           |                   |                  |                   |        |
| 1951                                                         | Nikkō     | Etsuko Inada      | Yoshiko Niwa     | Tsuyako Yamashita | [ 24 ] |
| Zawody nie odbyły się w 1952 roku                            |           |                   |                  |                   |        |
| 1953                                                         | Tokio     | Yoshiko Tsukioka  | Reiko Kobayashi  | Nana Aeba         | [ 24 ] |
| 1954                                                         | Osaka     | Tsuyako Yamashita | Reiko Kobayashi  | Brak zawodniczek  | [ 24 ] |
| 1955                                                         | Tokio     | Tsuyako Yamashita | Yoko Midoro      | Hisako Honda      | [ 24 ] |
| 1956                                                         | Kioto     | Junko Ueno        | Yoko Midoro      | Yuko Araki        | [ 24 ] |
| 1957                                                         | Tokio     | Junko Ueno        | Yuko Araki       | Miwa Fukuhara     | [ 24 ] |
| 1958                                                         | Tokio     | Junko Ueno        | Miwa Fukuhara    | Hitomi Kurahashi  | [ 24 ] |
| 1959                                                         | Osaka     | Junko Ueno        | Miwa Fukuhara    | Kumiko Okawa      | [ 24 ] |
| 1960                                                         | Tokio     | Miwa Fukuhara     | Junko Ueno       | Kumiko Okawa      | [ 24 ] |
| 1961                                                         | Tokio     | Junko Ueno        | Miwa Fukuhara    | Kumiko Okawa      | [ 24 ] |
| 1962                                                         | Osaka     | Miwa Fukuhara     | Junko Ueno       | Kumiko Okawa      | [ 24 ] |
| 1963                                                         | Tokio     | Miwa Fukuhara     | Kumiko Okawa     | Junko Ueno        | [ 24 ] |
| 1964                                                         | Tokio     | Miwa Fukuhara     | Kumiko Okawa     | Junko Ueno        | [ 24 ] |
| 1965                                                         | Osaka     | Miwa Fukuhara     | Kumiko Okawa     | Kazumi Yamashita  | [ 24 ] |
| 1966                                                         | Tomakomai | Miwa Fukuhara     | Kumiko Okawa     | Haruko Ishida     | [ 24 ] |
| 1967                                                         | Tokio     | Kumiko Okawa      | Miwa Fukuhara    | Kazumi Yamashita  | [ 24 ] |
| 1968                                                         | Tokio     | Kumiko Okawa      | Kazumi Yamashita | Haruko Ishida     | [ 24 ] |
| 1969                                                         | Tokio     | Kazumi Yamashita  | Keiko Miyagawa   | Keiko Yuzawa      | [ 24 ] |
| 1970                                                         | Osaka     | Kazumi Yamashita  | Keiko Miyagawa   | Harumi Yoshizawa  | [ 24 ] |
| 1971                                                         | Tokio     | Kazumi Yamashita  | Shuko Takeyama   | Harumi Yoshizawa  | [ 24 ] |
| 1972                                                         | Sapporo   | Kazumi Yamashita  | Shuko Takeyama   | Keiko Yuzawa      | [ 24 ] |
| 1973                                                         | Osaka     | Emi Watanabe      | Miwako Ohashi    | Keiko Yuzawa      | [ 24 ] |
| 1974                                                         | Kioto     | Emi Watanabe      | Miwako Ohashi    | Shinobu Watanabe  | [ 24 ] |
| 1975                                                         | Hiroshima | Emi Watanabe      | Miwako Ohashi    | Shinobu Watanabe  | [ 24 ] |
| 1976                                                         | Tokio     | Emi Watanabe      | Shinobu Watanabe | Reiko Kobayashi   | [ 24 ] |
| 1977                                                         | Tokio     | Emi Watanabe      | Reiko Kobayashi  | Shinobu Watanabe  | [ 24 ] |
| 1978                                                         | Kioto     | Emi Watanabe      | Reiko Kobayashi  | Mariko Yoshida    | [ 24 ] |
| 1979                                                         | Tokio     | Emi Watanabe      | Reiko Kobayashi  | Mariko Yoshida    | [ 24 ] |
| 1980                                                         | Tokio     | Emi Watanabe      | Reiko Kobayashi  | Yoko Yakushi      | [ 24 ] |
| 1981                                                         | Tokio     | Reiko Kobayashi   | Mariko Yoshida   | Midori Itō        | [ 24 ] |
| 1982                                                         | Tokio     | Mariko Yoshida    | Masako Kato      | Yukiko Okabe      | [ 24 ] |
| 1983                                                         | Tokio     | Juri Ozawa        | Megumi Aotani    | Sachie Yuki       | [ 24 ] |
| 1984                                                         | Tokio     | Masako Kato       | Midori Itō       | Yukari Yoshimori  | [ 24 ] |
| 1985                                                         | Tokio     | Midori Itō        | Masako Kato      | Sachie Yuki       | [ 24 ] |
| 1986                                                         | Tokio     | Midori Itō        | Sachie Yuki      | Juri Ozawa        | [ 24 ] |
| 1987                                                         | Tokio     | Midori Itō        | Masako Kato      | Yukiko Kashihara  | [ 24 ] |
| 1988                                                         | Tokio     | Midori Itō        | Junko Yaginuma   | Yuka Satō         | [ 24 ] |
| 1989                                                         | Tokio     | Midori Itō        | Junko Yaginuma   | Yuka Satō         | [ 24 ] |
| 1990                                                         | Fukuoka   | Midori Itō        | Yuka Satō        | Junko Yaginuma    | [ 24 ] |
| 1991                                                         | Jokohama  | Midori Itō        | Mari Asanuma     | Junko Yaginuma    | [ 24 ] |
| 1992                                                         | Kobe      | Midori Itō        | Yuka Satō        | Junko Yaginuma    | [ 24 ] |
| 1993                                                         | Nagoja    | Yuka Satō         | Junko Yaginuma   | Kumiko Koiwai     | [ 24 ] |
| 1994                                                         | Jokohama  | Yuka Satō         | Rena Inoue       | Kumiko Koiwai     | [ 24 ] |
| 1995                                                         | Kobe      | Hanae Yokoya      | Junko Yaginuma   | Kumiko Koiwai     | [ 24 ] |
| 1996                                                         | Jokohama  | Midori Itō        | Hanae Yokoya     | Hiromi Sano       | [ 24 ] |
| 1997                                                         | Nagano    | Fumie Suguri      | Shizuka Arakawa  | Yuka Kanazawa     | [ 24 ] |
| 1998                                                         | Kobe      | Shizuka Arakawa   | Fumie Suguri     | Rena Inoue        | [ 24 ] |
| 1999                                                         | Jokohama  | Shizuka Arakawa   | Fumie Suguri     | Yuka Kanazawa     | [ 24 ] |
| 2000                                                         | Fukuoka   | Chisato Shiina    | Arisa Yamazaki   | Fumie Suguri      | [ 24 ] |
| 2001                                                         | Nagano    | Fumie Suguri      | Shizuka Arakawa  | Yoshie Onda       | [ 2 ]  |
| 2002                                                         | Osaka     | Fumie Suguri      | Shizuka Arakawa  | Miki Andō         | [ 3 ]  |
| 2003                                                         | Kioto     | Fumie Suguri      | Yoshie Onda      | Shizuka Arakawa   | [ 4 ]  |
| 2004                                                         | Nagano    | Miki Andō         | Fumie Suguri     | Shizuka Arakawa   | [ 5 ]  |
| 2005                                                         | Jokohama  | Miki Andō         | Mao Asada        | Fumie Suguri      | [ 6 ]  |
| 2006                                                         | Tokio     | Fumie Suguri      | Mao Asada        | Shizuka Arakawa   | [ 7 ]  |
| 2007                                                         | Nagoja    | Mao Asada         | Miki Andō        | Yukari Nakano     | [ 8 ]  |
| 2008                                                         | Kadoma    | Mao Asada         | Miki Andō        | Yukari Nakano     | [ 9 ]  |
| 2009                                                         | Nagano    | Mao Asada         | Fumie Suguri     | Miki Andō         | [ 10 ] |
| 2010                                                         | Kadoma    | Mao Asada         | Akiko Suzuki     | Yukari Nakano     | [ 11 ] |
| 2011                                                         | Nagano    | Miki Andō         | Mao Asada        | Kanako Murakami   | [ 12 ] |
| 2012                                                         | Kadoma    | Mao Asada         | Akiko Suzuki     | Kanako Murakami   | [ 13 ] |
| 2013                                                         | Sapporo   | Mao Asada         | Kanako Murakami  | Satoko Miyahara   | [ 14 ] |
| 2014                                                         | Saitama   | Akiko Suzuki      | Kanako Murakami  | Mao Asada         | [ 15 ] |
| 2015                                                         | Nagano    | Satoko Miyahara   | Rika Hongo       | Wakaba Higuchi    | [ 16 ] |
| 2016                                                         | Sapporo   | Satoko Miyahara   | Wakaba Higuchi   | Mao Asada         | [ 17 ] |
| 2017                                                         | Kadoma    | Satoko Miyahara   | Wakaba Higuchi   | Mai Mihara        | [ 18 ] |
| 2018                                                         | Tokio     | Satoko Miyahara   | Kaori Sakamoto   | Rika Kihira       | [ 19 ] |
| 2019                                                         | Osaka     | Kaori Sakamoto    | Rika Kihira      | Satoko Miyahara   | [ 20 ] |
| 2020                                                         | Tokio     | Rika Kihira       | Wakaba Higuchi   | Tomoe Kawabata    | [ 21 ] |
| 2021                                                         | Nagano    | Rika Kihira       | Kaori Sakamoto   | Satoko Miyahara   | [ 22 ] |
| 2022                                                         | Saitama   | Kaori Sakamoto    | Wakaba Higuchi   | Mana Kawabe]      | [ 23 ] |

### Pary sportowe
| Rok                                          | Miejsce  | Złoto                                  | Srebro                                   | Brąz                              | Źr.    |
| -------------------------------------------- | -------- | -------------------------------------- | ---------------------------------------- | --------------------------------- | ------ |
| 1956                                         | Kioto    | Fumiko Nishimura / Kinehiko Takizawa   | Brak zawodników                          | Brak zawodników                   | [ 25 ] |
| 1957                                         | Tokio    | Sumiko Shimodaira / Masamizu Kobayashi | Tsuyako Takada / Kenzou Nishida          | Brak zawodników                   | [ 25 ] |
| 1958                                         | Tokio    | Sumiko Shimodaira / Masamizu Kobayashi | Tsuyako Takada / Kenzou Nishida          | Brak zawodników                   | [ 25 ] |
| 1959                                         | Osaka    | Kuwana Junko / Takatsugu Hashiguchi    | Sumiko Shimodaira / Masamizu Kobayashi   | Junko Takada / Kenzou Nishida     | [ 25 ] |
| 1960                                         | Tokio    | Atsuko Onoda / Takatsugu Hashiguchi    | Brak zawodników                          | Brak zawodników                   | [ 25 ] |
| 1961                                         | Tokio    | Hiroko Ooiwa / Kazuhiko Kakita         | Machiko Kinoshita / Takatsugu Hashiguchi | Mihoko Ogita / Takakazu Kawamura  | [ 25 ] |
| 1962                                         | Osaka    | Mieko Ooiwa / Yutaka Doke              | Brak zawodników                          | Brak zawodników                   | [ 25 ] |
| 1963                                         | Tokio    | Mieko Ooiwa / Yutaka Doke              | Brak zawodników                          | Brak zawodników                   | [ 25 ] |
| 1964                                         | Tokio    | Noriko Harada / Takatsugu Hashiguchi   | Brak zawodników                          | Brak zawodników                   | [ 25 ] |
| Konkurencji nie rozegrano w latach 1965–1966 |          |                                        |                                          |                                   |        |
| 1967                                         | Tokio    | Komako Iwadate / Masayasu Iguchi       | Brak zawodników                          | Brak zawodników                   | [ 25 ] |
| 1968                                         | Tokio    | Kotoe Nagasawa / Hiroshi Nagakubo      | Sachiko Kobayashi / Kōji Tanaka          | Brak zawodników                   | [ 25 ] |
| 1969                                         | Tokio    | Kotoe Nagasawa / Hiroshi Nagakubo      | Brak zawodników                          | Brak zawodników                   | [ 25 ] |
| 1970                                         | Osaka    | Kotoe Nagasawa / Hiroshi Nagakubo      | Brak zawodników                          | Brak zawodników                   | [ 25 ] |
| 1971                                         | Tokio    | Kotoe Nagasawa / Hiroshi Nagakubo      | Brak zawodników                          | Brak zawodników                   | [ 25 ] |
| 1972                                         | Sapporo  | Kotoe Nagasawa / Hiroshi Nagakubo      | Brak zawodników                          | Brak zawodników                   | [ 25 ] |
| 1973                                         | Osaka    | Huziko Seki / Toshimitsu Doke          | Brak zawodników                          | Brak zawodników                   | [ 25 ] |
| Konkurencji nie rozegrano w latach 1974–1975 |          |                                        |                                          |                                   |        |
| 1976                                         | Tokio    | Kyoko Hagiwara / Sumio Murata          | Hamae Kato / Hiromichi Hagino            | Yoshiko Maruyama / Shouzushima    | [ 25 ] |
| 1977                                         | Tokio    | Kyoko Hagiwara / Sumio Murata          | Hamae Kato / Hiromichi Hagino            | Naoko Asano / Koji Okajima        | [ 25 ] |
| 1978                                         | Kioto    | Kyoko Hagiwara / Sumio Murata          | Tomoko Tanaka / Hisao Ozaki              | Hamae Kato / Hiromichi Hagino     | [ 25 ] |
| 1979                                         | Tokio    | Yukiko Okabe / Takashi Mura            | Mutsumi Takezaki / Koji Okajima          | Seiko Matsumoto / Makoto Shiotani | [ 25 ] |
| 1980                                         | Tokio    | Toshimi Ito / Takashi Mura             | Brak zawodników                          | Brak zawodników                   | [ 25 ] |
| Konkurencji nie rozegrano w latach 1981–1986 |          |                                        |                                          |                                   |        |
| 1987                                         | Tokio    | Akiko Nogami / Yoichi Yamazaki         | Hikaru Tsuchino / Takaya Usuda           | Brak zawodników                   | [ 25 ] |
| 1988                                         | Tokio    | Akiko Nogami / Yoichi Yamazaki         | Hikaru Tsuchino / Takaya Usuda           | Brak zawodników                   | [ 25 ] |
| 1989                                         | Tokio    | Yuki Shoji / Takaya Usuda              | Brak zawodników                          | Brak zawodników                   | [ 25 ] |
| Konkurencji nie rozegrano w 1990 roku        |          |                                        |                                          |                                   |        |
| 1991                                         | Jokohama | Rena Inoue / Tomoaki Koyama            | Brak zawodników                          | Brak zawodników                   | [ 25 ] |
| 1992                                         | Kobe     | Rena Inoue / Tomoaki Koyama            | Brak zawodników                          | Brak zawodników                   | [ 25 ] |
| 1993                                         | Nagoja   | Yukiko Kawasaki / Aleksiej Tichonow    | Brak zawodników                          | Brak zawodników                   | [ 25 ] |
| 1994                                         | Jokohama | Yukiko Kawasaki / Aleksiej Tichonow    | Brak zawodników                          | Brak zawodników                   | [ 25 ] |
| Konkurencji nie rozegrano w latach 1995–1996 |          |                                        |                                          |                                   |        |
| 1997                                         | Nagano   | Marie Arai / Yamato Tamura             | Makiko Ogasawara / Takeo Ogasawara       | Takako Kimura / Kenichi Mise      | [ 25 ] |
| 1998                                         | Kobe     | Marie Arai / Shin Amano                | Brak zawodników                          | Brak zawodników                   | [ 25 ] |
| Konkurencji nie rozegrano w 1999 roku        |          |                                        |                                          |                                   |        |
| 2000                                         | Fukuoka  | Makiko Ogasawara / Takeo Ogasawara     | Brak zawodników                          | Brak zawodników                   | [ 25 ] |
| 2001                                         | Nagano   | Makiko Ogasawara / Takeo Ogasawara     | Brak zawodników                          | Brak zawodników                   | [ 2 ]  |
| 2002                                         | Osaka    | Yūko Kawaguchi / Aleksandr Markuncow   | Makiko Ogasawara / Takeo Ogasawara       | Brak zawodników                   | [ 3 ]  |
| 2003                                         | Kioto    | Yūko Kawaguchi / Aleksandr Markuncow   | Makiko Ogasawara / Takeo Ogasawara       | Brak zawodników                   | [ 4 ]  |
| Konkurencji nie rozegrano w 2004 roku        |          |                                        |                                          |                                   |        |
| 2005                                         | Jokohama | Yūko Kawaguchi / Devin Patrick         | Brak zawodników                          | Brak zawodników                   | [ 6 ]  |
| Konkurencji nie rozegrano w latach 2006–2008 |          |                                        |                                          |                                   |        |
| 2009                                         | Nagano   | Narumi Takahashi / Mervin Tran         | Brak zawodników                          | Brak zawodników                   | [ 10 ] |
| 2010                                         | Kadoma   | Narumi Takahashi / Mervin Tran         | Brak zawodników                          | Brak zawodników                   | [ 11 ] |
| 2011                                         | Nagano   | Narumi Takahashi / Mervin Tran         | Brak zawodników                          | Brak zawodników                   | [ 12 ] |
| 2012                                         | Kadoma   | Narumi Takahashi / Mervin Tran         | Brak zawodników                          | Brak zawodników                   | [ 13 ] |
| Konkurencji nie rozegrano w 2013 roku        |          |                                        |                                          |                                   |        |
| 2014                                         | Saitama  | Narumi Takahashi / Ryuichi Kihara      | Brak zawodników                          | Brak zawodników                   | [ 15 ] |
| 2015                                         | Nagano   | Narumi Takahashi / Ryuichi Kihara      | Brak zawodników                          | Brak zawodników                   | [ 16 ] |
| 2016                                         | Sapporo  | Sumire Sutō / Francis Boudreau-Audet   | Marin Ono / Wesley Killing               | Miu Suzaki / Ryuichi Kihara       | [ 17 ] |
| 2017                                         | Kadoma   | Sumire Sutō / Francis Boudreau-Audet   | Miu Suzaki / Ryuichi Kihara              | Marin Ono / Wesley Killing        | [ 18 ] |
| 2018                                         | Tokio    | Miu Suzaki / Ryuichi Kihara            | Narumi Takahashi / Ryo Shibata           | Riku Miura / Shoya Ichashi        | [ 19 ] |
| 2019                                         | Osaka    | Miu Suzaki / Ryuichi Kihara            | Wycofali się                             | Brak zawodników                   | [ 20 ] |
| 2020                                         | Tokio    | Riku Miura / Ryuichi Kihara            | Brak zawodników                          | Brak zawodników                   | [ 21 ] |
| Konkurencji nie rozegrano w 2021 roku        |          |                                        |                                          |                                   |        |
| 2022                                         | Saitama  | Miyu Yunoki / Shoya Ichihashi          | Brak zawodników                          | Brak zawodników                   | [ 23 ] |

### Pary taneczne
| Rok  | Miejsce   | Złoto                                   | Srebro                              | Brąz                                | Źr.    |
| ---- | --------- | --------------------------------------- | ----------------------------------- | ----------------------------------- | ------ |
| 1957 | Tokio     | Satoshi Kaneko / Masami Takeuchi Yoshio | Toshiko Hutioka / Masaharu Katayama | Yoshie Arai / Arata Yoshikawa       | [ 26 ] |
| 1958 | Tokio     | Satoshi Kaneko / Masami Takeuchi Yoshio | Toshiko Hutioka / Masaharu Katayama | Yoshie Arai / Arata Yoshikawa       | [ 26 ] |
| 1959 | Osaka     | Satoshi Kaneko / Masami Takeuchi Yoshio | Toshiko Hutioka / Masaharu Katayama | Setsuko Sannai / Kenzi Takeda       | [ 26 ] |
| 1960 | Tokio     | Satoshi Kaneko / Masami Takeuchi Yoshio | Idemitsu Junko / Takayuki Bessyo    | Mieko Ooiwa / Nagahisa Ono          | [ 26 ] |
| 1961 | Tokio     | Satoshi Kaneko / Masami Takeuchi Yoshio | Idemitsu Junko / Takayuki Bessyo    | Mieko Ooiwa / Doke Yutaka           | [ 26 ] |
| 1962 | Osaka     | Satoshi Kaneko / Masami Takeuchi Yoshio | Brak zawodników                     | Brak zawodników                     | [ 26 ] |
| 1963 | Tokio     | Satoshi Kaneko / Masami Takeuchi Yoshio | Brak zawodników                     | Brak zawodników                     | [ 26 ] |
| 1964 | Tokio     | Satoshi Kaneko / Masami Takeuchi Yoshio | Sumiko Bessyo / Takayuki Bessyo     | Noriko Yuzawa / Matsumoto Norihisa  | [ 26 ] |
| 1965 | Osaka     | Sumiko Bessyo / Takayuki Bessyo         | Fujise Kiyoko / Katsutoshi Morinaga | Brak zawodników                     | [ 26 ] |
| 1966 | Tomakomai | Noriko Yuzawa / Matsumoto Norihisa      | Reiko Inoue / Mitsuaki Hirose       | Brak zawodników                     | [ 26 ] |
| 1967 | Tokio     | Noriko Yuzawa / Matsumoto Norihisa      | Reiko Inoue / Mitsuaki Hirose       | Brak zawodników                     | [ 26 ] |
| 1968 | Tokio     | Mayumi Akahiro / Tamura Masato          | Brak zawodników                     | Brak zawodników                     | [ 26 ] |
| 1969 | Tokio     | Ishikawa Yoko / Nishihama Naotoshi      | Noriko Harada / Joji Oh'hamazaki    | Tsuyama Fumi / Hiroshi Kobayashi    | [ 26 ] |
| 1970 | Osaka     | Toshie Sakurai / Motoe Sakurai          | Tsuyama Fumi / Hiroshi Kobayashi    | Brak zawodników                     | [ 26 ] |
| 1971 | Tokio     | Keiko Atiwa / Yasuyuki Noto             | Toshie Sakurai / Motoe Sakurai      | Brak zawodników                     | [ 26 ] |
| 1972 | Sapporo   | Keiko Atiwa / Yasuyuki Noto             | Brak zawodników                     | Brak zawodników                     | [ 26 ] |
| 1973 | Osaka     | Toshie Sakurai / Motoe Sakurai          | Brak zawodników                     | Brak zawodników                     | [ 26 ] |
| 1974 | Kioto     | Yoshiko Nakada / Toshimitsu Doke        | Tamami Abe / Hirohiko Komata        | Brak zawodników                     | [ 26 ] |
| 1975 | Hiroshima | Misato Kage / Masanori Takeda           | Tamami Abe / Hirohiko Komata        | Naoko Katou / Akira Naitou          | [ 26 ] |
| 1976 | Tokio     | Misato Kage / Masanori Takeda           | Yasuko Ikejiri / Toshimitsu Doke    | Tomoko Koide / Ryouichi Kobayashi   | [ 26 ] |
| 1977 | Tokio     | Misa Kage / Masanori Takeda             | Sachiko Sakano / Tadayuki Takahashi | Yumiko Kage / Toshinori Fujisawa    | [ 26 ] |
| 1978 | Kioto     | Michiko Abe / Nozomu Sakai              | Yumiko Kage / Tadayuki Takahashi    | Sachiko Sakano / Akira Sekine       | [ 26 ] |
| 1979 | Tokio     | Yumiko Kage / Tadayuki Takahashi        | Michiko Abe / Nozomu Sakai          | Noriko Satō / Akira Sekine          | [ 26 ] |
| 1980 | Tokio     | Noriko Satō / Tadayuki Takahashi        | Michiko Abe / Nozomu Sakai          | Rumiko Michiue / Toshiyuki Tanaka   | [ 26 ] |
| 1981 | Tokio     | Noriko Satō / Tadayuki Takahashi        | Yumimo Kage / Yuuki Nakajima        | Akiko Okabe / Tamao Arai            | [ 26 ] |
| 1982 | Tokio     | Noriko Satō / Tadayuki Takahashi        | Akiko Okabe / Tamao Arai            | Tomoko Tanaka / Hiroyuki Suzuki     | [ 26 ] |
| 1983 | Tokio     | Noriko Satō / Tadayuki Takahashi        | Yumimo Kage / Yuuki Nakajima        | Tomoko Tanaka / Hiroyuki Suzuki     | [ 26 ] |
| 1984 | Tokio     | Noriko Satō / Tadayuki Takahashi        | Tomoko Tanaka / Hiroyuki Suzuki     | Yumimo Kage / Yuuki Nakajima        | [ 26 ] |
| 1985 | Tokio     | Noriko Satō / Tadayuki Takahashi        | Tomoko Tanaka / Hiroyuki Suzuki     | Junko Ito / Hiroaki Tokita          | [ 26 ] |
| 1986 | Tokio     | Tomoko Tanaka / Hiroyuki Suzuki         | Junko Ito / Hiroaki Tokita          | Kaoru Takino / Kenji Takino         | [ 26 ] |
| 1987 | Tokio     | Tomoko Tanaka / Hiroyuki Suzuki         | Junko Ito / Hiroaki Tokita          | Kaoru Takino / Kenji Takino         | [ 26 ] |
| 1988 | Tokio     | Tomoko Tanaka / Hiroyuki Suzuki         | Kaoru Takino / Kenji Takino         | Junko Ito / Hiroaki Tokita          | [ 26 ] |
| 1989 | Tokio     | Kaoru Takino / Kenji Takino             | Syoko Higashino / Tatsuro Matsumura | Kayo Shirahata / Hiroshi Tanaka     | [ 26 ] |
| 1990 | Fukuoka   | Kaoru Takino / Kenji Takino             | Syoko Higashino / Tatsuro Matsumura | Kayo Shirahata / Hiroshi Tanaka     | [ 26 ] |
| 1991 | Jokohama  | Kaoru Takino / Kenji Takino             | Syoko Higashino / Tatsuro Matsumura | Kayo Shirahata / Hiroshi Tanaka     | [ 26 ] |
| 1992 | Kobe      | Kaoru Takino / Kenji Takino             | Syoko Higashino / Tatsuro Matsumura | Nakako Tsuzuki / Kazu Nakamura      | [ 26 ] |
| 1993 | Nagoja    | Kayo Shirahata / Hiroshi Tanaka         | Nakako Tsuzuki / Kazu Nakamura      | Misao Satō / Go Sakai               | [ 26 ] |
| 1994 | Jokohama  | Nakako Tsuzuki / Kazu Nakamura          | Yuki Habuki / Hitoshi Koizumi       | Misao Satō / Go Sakai               | [ 26 ] |
| 1995 | Kobe      | Nakako Tsuzuki / Yuri Razguliaiew       | Aya Kawai / Hiroshi Tanaka          | Yuki Habuki / Hitoshi Koizumi       | [ 26 ] |
| 1996 | Jokohama  | Nakako Tsuzuki / Yuri Razguliaiew       | Aya Kawai / Hiroshi Tanaka          | Akiko Kinoshita / Yosuke Moriwaki   | [ 26 ] |
| 1997 | Nagano    | Aya Kawai / Hiroshi Tanaka              | Akiko Kinoshita / Yosuke Moriwaki   | Nozomi Watanabe / Akiyuki Kido      | [ 26 ] |
| 1998 | Kobe      | Aya Kawai / Hiroshi Tanaka              | Nozomi Watanabe / Akiyuki Kido      | Aya Hatsuda / Koichi Suyama         | [ 26 ] |
| 1999 | Jokohama  | Nakako Tsuzuki / Rinat Farkhoutdinow    | Rie Arikawa / Kenji Miyamoto        | Nozomi Watanabe / Akiyuki Kido      | [ 26 ] |
| 2000 | Fukuoka   | Nakako Tsuzuki / Rinat Farkhoutdinow    | Nozomi Watanabe / Akiyuki Kido      | Rie Arikawa / Kenji Miyamoto        | [ 26 ] |
| 2001 | Nagano    | Nakako Tsuzuki / Rinat Farkhoutdinov    | Nozomi Watanabe / Akiyuki Kido      | Rie Arikawa / Kenji Miyamoto        | [ 2 ]  |
| 2002 | Osaka     | Rie Arikawa / Kenji Miyamoto            | Nozomi Watanabe / Akiyuki Kido      | Masumi Haruki / Hiroaki Tokita      | [ 3 ]  |
| 2003 | Kioto     | Rie Arikawa / Kenji Miyamoto            | Nozomi Watanabe / Akiyuki Kido      | Masumi Haruki / Hiroaki Tokita      | [ 4 ]  |
| 2004 | Nagano    | Nozomi Watanabe / Akiyuki Kido          | Nakako Tsuzuki / Kenji Miyamoto     | Yurie Oda / Sho Kagayama            | [ 5 ]  |
| 2005 | Jokohama  | Nozomi Watanabe / Akiyuki Kido          | Nakako Tsuzuki / Kenji Miyamoto     | Minami Sakacho / Tatsuya Sakacho    | [ 6 ]  |
| 2006 | Tokio     | Nozomi Watanabe / Akiyuki Kido          | Nakako Tsuzuki / Kenji Miyamoto     | Minami Sakacho / Tatsuya Sakacho    | [ 7 ]  |
| 2007 | Nagoja    | Nozomi Watanabe / Akiyuki Kido          | Cathy Reed / Chris Reed             | Minami Sakacho / Tatsuya Sakacho    | [ 8 ]  |
| 2008 | Kadoma    | Cathy Reed / Chris Reed                 | Brak zawodników                     | Brak zawodników                     | [ 9 ]  |
| 2009 | Nagano    | Cathy Reed / Chris Reed                 | Nana Sugiki / Taiyo Mizutani        | Emi Hirai / Ayato Yuzawa            | [ 10 ] |
| 2010 | Kadoma    | Cathy Reed / Chris Reed                 | Emi Hirai / Taiyo Mizutani          | Brak zawodników                     | [ 11 ] |
| 2011 | Nagano    | Cathy Reed / Chris Reed                 | Emi Hirai / Taiyo Mizutani          | Brak zawodników                     | [ 12 ] |
| 2012 | Kadoma    | Bryna Oi / Taiyo Mizutani               | Emi Hirai / Marien de la Asuncion   | Anna Takei / Yuya Yamada            | [ 13 ] |
| 2013 | Sapporo   | Cathy Reed / Chris Reed                 | Emi Hirai / Marien de la Asuncion   | Bryna Oi / Taiyo Mizutani           | [ 14 ] |
| 2014 | Saitama   | Cathy Reed / Chris Reed                 | Emi Hirai / Marien de la Asuncion   | Shizuru Agata / Kentarō Suzuki      | [ 15 ] |
| 2015 | Nagano    | Cathy Reed / Chris Reed                 | Emi Hirai / Marien de la Asuncion   | Kana Muramoto / Hiroichi Noguchi    | [ 16 ] |
| 2016 | Sapporo   | Kana Muramoto / Chris Reed              | Emi Hirai / Marien de la Asuncion   | Ibuki Mori / Kentarō Suzuki         | [ 17 ] |
| 2017 | Kadoma    | Kana Muramoto / Chris Reed              | Emi Hirai / Marien de la Asuncion   | Misato Komatsubara / Timothy Koleto | [ 18 ] |
| 2018 | Tokio     | Kana Muramoto / Chris Reed              | Misato Komatsubara / Timothy Koleto | Rikako Fukase / Aru Tateno          | [ 19 ] |
| 2019 | Osaka     | Misato Komatsubara / Timothy Koleto     | Kiria Hirayama / Axel Lamasse       | Mio Iida / Kenta Ishibashi          | [ 20 ] |
| 2020 | Tokio     | Misato Komatsubara / Timothy Koleto     | Rikako Fukase / Eichu Cho           | Kiria Hirayama / Kenta Ishibashi    | [ 21 ] |
| 2021 | Nagano    | Misato Komatsubara / Timothy Koleto     | Kana Muramoto / Daisuke Takahashi   | Rikako Fukase / Eichu Cho           | [ 22 ] |
| 2022 | Saitama   | Misato Komatsubara / Timothy Koleto     | Kana Muramoto / Daisuke Takahashi   | Ayumi Takanami / Shingo Nishiyama   | [ 23 ] |

## Medaliści w kategorii juniorów

### Soliści
| Rok  | Miejsce     | Złoto                | Srebro             | Brąz                 | Źr.    |
| ---- | ----------- | -------------------- | ------------------ | -------------------- | ------ |
| 1984 | Kobe        | Hiroshi Sugiyama     | Noritomo Taniuchi  | Yoichi Yamazaki      | [ 27 ] |
| 1985 | Kobe        | Hiroshi Sugiyama     | Masakazu Kabata    | Tomoaki Koyama       | [ 27 ] |
| 1986 | Kioto       | Tomoaki Koyama       | Mitsuhiro Murata   | Daisuke Nishikawa    | [ 27 ] |
| 1987 | Tokio       | Daisuke Nishikawa    | Tomoaki Koyama     | Yoshiaki Takeuchi    | [ 27 ] |
| 1988 | Kobe        | Masakazu Kagiyama    | Tomoaki Koyama     | Kenta Iso            | [ 27 ] |
| 1989 | Matsudo     | Masakazu Kagiyama    | Tomoaki Koyama     | Fumihiro Oikawa      | [ 27 ] |
| 1990 | Tokio       | Tomoaki Koyama       | Fumihiro Oikawa    | Gaku Aiyoshi         | [ 27 ] |
| 1991 | Osaka       | Fumihiro Oikawa      | Gaku Aiyoshi       | Makoto Amano         | [ 27 ] |
| 1992 | Nagoja      | Fumihiro Oikawa      | Makoto Amano       | Gaku Aiyoshi         | [ 27 ] |
| 1993 | Maebashi    | Gaku Aiyoshi         | Seiichi Suzuki     | Makoto Okazaki       | [ 27 ] |
| 1994 | Hiroszima   | Makoto Okazaki       | Naoki Shigematsu   | Seiichi Suzuki       | [ 27 ] |
| 1995 | Kobe        | Naoki Shigematsu     | Seiichi Suzuki     | Takashi Yamamoto     | [ 27 ] |
| 1996 | Kioto       | Takeshi Honda        | Yamato Tamura      | Yosuke Takeuchi      | [ 27 ] |
| 1997 | Jokohama    | Yamato Tamura        | Taijin Hiraike     | Yosuke Takeuchi      | [ 27 ] |
| 1998 | Nagoja      | Yosuke Takeuchi      | Taijin Hiraike     | Soshi Tanaka         | [ 27 ] |
| 1999 | Tomakomai   | Yosuke Takeuchi      | Kensuke Nakaniwa   | Soshi Tanaka         | [ 27 ] |
| 2000 | Osaka       | Eiji Iwamoto         | Kensuke Nakaniwa   | Daisuke Takahashi    | [ 27 ] |
| 2001 | Nagoja      | Soshi Tanaka         | Kazumi Kishimoto   | Kensuke Nakaniwa     | [ 27 ] |
| 2002 | Tokio       | Daisuke Takahashi    | Ryosuke Sasaki     | Makoto Nakata        | [ 27 ] |
| 2003 | Nagoja      | Ryo Shibata          | Hirokazu Kobayashi | Nobunari Oda         | [ 27 ] |
| 2004 | Kioto       | Kazumi Kishimoto     | Nobunari Oda       | Yasuharu Nanri       | [ 27 ] |
| 2005 | Osaka       | Nobunari Oda         | Kazumi Kishimoto   | Yasuharu Nanri       | [ 27 ] |
| 2006 | Nagano      | Takahiko Kozuka      | Takahito Mura      | Ryo Shibata          | [ 27 ] |
| 2007 | Hiroszima   | Tatsuki Machida      | Takahito Mura      | Hirofumi Torii       |        |
| 2008 | Sendai      | Takahito Mura        | Akio Sasaki        | Yuzuru Hanyū         |        |
| 2009 | Nagoja      | Yuzuru Hanyū         | Tatsuki Machida    | Daisuke Murakami     | [ 28 ] |
| 2010 | Jokohama    | Yuzuru Hanyū         | Kento Nakamura     | Shōma Uno            | [ 29 ] |
| 2011 | Hitachinaka | Kento Nakamura       | Ryuichi Kihara     | Ryūju Hino           | [ 30 ] |
| 2012 | Hachinohe   | Ryūju Hino           | Keiji Tanaka       | Ryuichi Kihara       | [ 31 ] |
| 2013 | Nishitōkyō  | Ryūju Hino           | Shōma Uno          | Keiji Tanaka         | [ 32 ] |
| 2014 | Nagoja      | Keiji Tanaka         | Shōma Uno          | Ryūju Hino           | [ 33 ] |
| 2015 | Niigata     | Shōma Uno            | Sōta Yamamoto      | Shu Nakamura         | [ 34 ] |
| 2016 | Hitachinaka | Sōta Yamamoto        | Kazuki Tomono      | Daichi Miyata        | [ 35 ] |
| 2017 | Sapporo     | Kazuki Tomono        | Koshiro Shimada    | Mitsuki Sumoto       | [ 36 ] |
| 2018 | Maebashi    | Mitsuki Sumoto       | Sena Miyake        | Tatsuya Tsuboi       | [ 37 ] |
| 2019 | Fukuoka     | Tatsuya Tsuboi       | Shun Satō          | Koshiro Shimada      | [ 38 ] |
| 2020 | Jokohama    | Yuma Kagiyama        | Shun Satō          | Lucas Tsuyoshi Honda | [ 39 ] |
| 2021 | Hachinohe   | Lucas Tsuyoshi Honda | Kao Miura          | Sena Miyake          | [ 40 ] |
| 2022 | Nagoja      | Kao Miura            | Tatsuya Tsuboi     | Nozuma Yoshioka      | [ 41 ] |

### Solistki
| Rok  | Miejsce     | Złoto            | Srebro           | Brąz             | Źr.    |
| ---- | ----------- | ---------------- | ---------------- | ---------------- | ------ |
| 1984 | Kobe        | Midori Itō       | Sachie Yuki      | Izumi Aotani     | [ 42 ] |
| 1985 | Kobe        | Izumi Aotani     | Yukiko Kashihara | Masako Kawai     | [ 42 ] |
| 1986 | Kioto       | Mari Asanuma     | Masako Kawai     | Yukiko Kashihara | [ 42 ] |
| 1987 | Tokio       | Kyoko Ina        | Junko Yaginuma   | Junko Suda       | [ 42 ] |
| 1988 | Kobe        | Yukiko Kashihara | Junko Yaginuma   | Mari Kobayashi   | [ 42 ] |
| 1989 | Matsudo     | Yuka Satō        | Junko Yaginuma   | Mari Kobayashi   | [ 42 ] |
| 1990 | Tokio       | Yuka Satō        | Mari Kobayashi   | Tomoko Kawabata  | [ 42 ] |
| 1991 | Osaka       | Rena Inoue       | Yukiko Kawasaki  | Mari Kobayashi   | [ 42 ] |
| 1992 | Nagoja      | Kumiko Koiwai    | Rena Inoue       | Yukiko Kawasaki  | [ 42 ] |
| 1993 | Maebashi    | Rena Inoue       | Kumiko Koiwai    | Hanae Yokoya     | [ 42 ] |
| 1994 | Hiroszima   | Hanae Yokoya     | Rena Inoue       | Yukiko Kawasaki  | [ 42 ] |
| 1995 | Kobe        | Shizuka Arakawa  | Yukiko Kawasaki  | Lucinda Ruh      | [ 42 ] |
| 1996 | Kioto       | Shizuka Arakawa  | Fumie Suguri     | Kumiko Taneda    | [ 42 ] |
| 1997 | Jokohama    | Shizuka Arakawa  | Fumie Suguri     | Yuka Kanazawa    | [ 42 ] |
| 1998 | Nagoja      | Yuka Kanazawa    | Yoshie Onda      | Yūko Kawaguchi   | [ 42 ] |
| 1999 | Tomakomai   | Chisato Shiina   | Yoshie Onda      | Akiko Suzuki     | [ 42 ] |
| 2000 | Osaka       | Chisato Shiina   | Yoshie Onda      | Arisa Yamazaki   | [ 42 ] |
| 2001 | Nagoja      | Yukari Nakano    | Akiko Suzuki     | Miki Andō        | [ 42 ] |
| 2002 | Tokio       | Miki Andō        | Yukari Nakano    | Yukina Ota       | [ 42 ] |
| 2003 | Nagoja      | Miki Andō        | Mai Asada        | Yukina Ota       | [ 42 ] |
| 2004 | Kioto       | Miki Andō        | Mai Asada        | Aki Sawada       | [ 42 ] |
| 2005 | Osaka       | Mao Asada        | Mai Asada        | Aki Sawada       | [ 42 ] |
| 2006 | Nagano      | Aki Sawada       | Nana Takeda      | Akiko Kitamura   | [ 42 ] |
| 2007 | Hiroszima   | Nana Takeda      | Rumi Suizu       | Satsuki Muramoto |        |
| 2008 | Sendai      | Rumi Suizu       | Yuki Nishino     | Shoko Ishikawa   |        |
| 2009 | Nagoja      | Haruka Imai      | Mari Suzuki      | Kanako Murakami  | [ 28 ] |
| 2010 | Jokohama    | Kanako Murakami  | Haruka Imai      | Yukiko Fujisawa  | [ 29 ] |
| 2011 | Hitachinaka | Risa Shoji       | Kako Tomotaki    | Miyabi Ohba      | [ 30 ] |
| 2012 | Hachinohe   | Satoko Miyahara  | Kako Tomotaki    | Risa Shoji       | [ 31 ] |
| 2013 | Nishitōkyō  | Satoko Miyahara  | Riona Katō       | Rika Hongo       | [ 32 ] |
| 2014 | Nagoja      | Rika Hongo       | Mai Mihara       | Yura Matsuda     | [ 33 ] |
| 2015 | Niigata     | Wakaba Higuchi   | Kaori Sakamoto   | Yuka Nagai       | [ 34 ] |
| 2016 | Hitachinaka | Wakaba Higuchi   | Yuna Shiraiwa    | Yuhana Yokoi     | [ 35 ] |
| 2017 | Sapporo     | Kaori Sakamoto   | Yuna Shiraiwa    | Marin Honda      | [ 36 ] |
| 2018 | Maebashi    | Rika Kihira      | Mako Yamashita   | Nana Araki       | [ 37 ] |
| 2019 | Fukuoka     | Yuhana Yokoi     | Nana Araki       | Tomoe Kawabata   | [ 38 ] |
| 2020 | Jokohama    | Mana Kawabe      | Tomoe Kawabata   | Hanna Yoshida    | [ 39 ] |
| 2021 | Hachinohe   | Rino Matsuike    | Hanna Yoshida    | Mao Shimada      | [ 40 ] |
| 2022 | Nagoja      | Mao Shimada      | Rion Sumiyoshi   | Mone Chiba       | [ 41 ] |

### Pary sportowe
| Rok                                          | Miejsce     | Złoto                                | Srebro                                 | Brąz            | Źr.    |
| -------------------------------------------- | ----------- | ------------------------------------ | -------------------------------------- | --------------- | ------ |
| Konkurencji nie rozegrano w latach 1984–1987 |             |                                      |                                        |                 |        |
| 1988                                         | Kobe        | Rena Inoue / Tomoaki Koyama          | Hikaru Tsuchino / Takaya Usuda         | Brak zawodników | [ 43 ] |
| 1989                                         | Matsudo     | Yuki Shōji / Takaya Usuda            | Brak zawodników                        | Brak zawodników | [ 43 ] |
| 1990                                         | Tokio       | Rena Inoue / Tomoaki Koyama          | Brak zawodników                        | Brak zawodników | [ 43 ] |
| Konkurencji nie rozegrano w latach 1991–1998 |             |                                      |                                        |                 |        |
| 1999                                         | Tomakomai   | Makiko Ogasawara / Takeo Ogasawara   | Brak zawodników                        | Brak zawodników | [ 43 ] |
| 2000                                         | Osaka       | Yūko Kawaguchi / Aleksandr Markuncow | Brak zawodników                        | Brak zawodników | [ 43 ] |
| Konkurencji nie rozegrano w latach 2001–2006 |             |                                      |                                        |                 |        |
| 2007                                         | Hiroszima   | Narumi Takahashi / Yoshiaki Yamada   | Brak zawodników                        | Brak zawodników |        |
| 2008                                         | Sendai      | Narumi Takahashi / Mervin Tran       | Brak zawodników                        | Brak zawodników |        |
| Konkurencji nie rozegrano w latach 2009–2013 |             |                                      |                                        |                 |        |
| 2014                                         | Saitama     | Sumire Sutō / Konstantin Chizhikov   | Ami Koga / Francis Boudreau-Audet      | Brak zawodników | [ 15 ] |
| 2015                                         | Nagano      | Ami Koga / Francis Boudreau-Audet    | Brak zawodników                        | Brak zawodników | [ 16 ] |
| 2016                                         | Hitachinaka | Riku Miura / Shoya Ichihashi         | Yoshino Sekiguchi / Shunsuke Sekiguchi | Brak zawodników | [ 17 ] |
| 2017                                         | Kadoma      | Riku Miura / Shoya Ichihashi         | Brak zawodników                        | Brak zawodników | [ 18 ] |
| 2018                                         | Maebashi    | Riku Miura / Shoya Ichihashi         | Marino Ono / Kurtis Kazuki Schreiber   | Brak zawodników | [ 37 ] |
| Konkurencji nie rozegrano w latach 2019–2022 |             |                                      |                                        |                 |        |

### Pary taneczne
| Rok                                          | Miejsce     | Złoto                                | Srebro                            | Brąz                              | Źr.    |
| -------------------------------------------- | ----------- | ------------------------------------ | --------------------------------- | --------------------------------- | ------ |
| Konkurencji nie rozegrano w latach 1984–1987 |             |                                      |                                   |                                   |        |
| 1988                                         | Kobe        | Nakako Tsuzuki / Akiyuki Kido        | Brak zawodników                   | Brak zawodników                   | [ 44 ] |
| 1989                                         | Matsudo     | Nakako Tsuzuki / Akiyuki Kido        | Brak zawodników                   | Brak zawodników                   | [ 44 ] |
| 1990                                         | Tokio       | Nakako Tsuzuki / Akiyuki Kido        | Brak zawodników                   | Brak zawodników                   | [ 44 ] |
| 1991                                         | Osaka       | Mari Kato / Daisuke Watanabe         | Yuka Ishihara / Yosuke Moriwaki   | Brak zawodników                   | [ 44 ] |
| 1992                                         | Nagoja      | Yuki Habuki / Akiyuki Kido           | Aya Kawai / Hisashi Tsuchiya      | Akiko Kinoshita / Hitoshi Koizumi | [ 44 ] |
| 1993                                         | Maebashi    | Yuki Habuki / Akiyuki Kido           | Akiko Kinoshita / Yosuke Moriwaki | Aya Kawai / Hisashi Tsuchiya      | [ 44 ] |
| 1994                                         | Hiroszima   | Akiko Kinoshita / Yosuke Moriwaki    | Yukie Nogami / Daisuke Watanabe   | Brak zawodników                   | [ 44 ] |
| 1995                                         | Kobe        | Akiko Kinoshita / Yosuke Moriwaki    | Yukie Nogami / Daisuke Watanabe   | Brak zawodników                   | [ 44 ] |
| 1996                                         | Kioto       | Rie Arikawa / Kenji Miyamoto         | Yukie Nogami / Daisuke Watanabe   | Chizu Ogawa / Yasuo Ogawa         | [ 44 ] |
| 1997                                         | Jokohama    | Chizu Ogawa / Yasuo Ogawa            | Rie Arikawa / Kenji Miyamoto      | Yukie Nogami / Daisuke Watanabe   | [ 44 ] |
| 1998                                         | Nagoja      | Rie Arikawa / Kenji Miyamoto         | Chizu Ogawa / Yasuo Ogawa         | Brak zawodników                   | [ 44 ] |
| 1999                                         | Tomakomai   | Akiko Fukuzawa / Fumiaki Shimokawa   | Brak zawodników                   | Brak zawodników                   | [ 44 ] |
| 2000                                         | Osaka       | Minami Sakacho / Tatsuya Sakacho     | Brak zawodników                   | Brak zawodników                   | [ 44 ] |
| 2001                                         | Nagoja      | Minami Sakacho / Tatsuya Sakacho     | Ikuko Chida / Atsushi Funabashi   | Brak zawodników                   | [ 44 ] |
| 2002                                         | Tokio       | Minami Sakacho / Tatsuya Sakacho     | Brak zawodników                   | Brak zawodników                   | [ 44 ] |
| 2003                                         | Nagoja      | Minami Sakacho / Tatsuya Sakacho     | Brak zawodników                   | Brak zawodników                   | [ 44 ] |
| 2004                                         | Kioto       | Ikuko Chida / Ayato Yuzawa           | Brak zawodników                   | Brak zawodników                   | [ 44 ] |
| 2005                                         | Osaka       | Rina Sawayama / Taiyo Mizutani       | Miki Nakamura / Takahito Niwa     | Brak zawodników                   | [ 44 ] |
| 2006                                         | Nagano      | Rina Sawayama / Taiyo Mizutani       | Tamaho Sugimoto / Aran Ono        | Brak zawodników                   | [ 44 ] |
| 2007                                         | Hiroszima   | Rina Sawayama / Taiyo Mizutani       | Brak zawodników                   | Brak zawodników                   |        |
| 2008                                         | Sendai      | Haruka Maeda / Taiyo Mizutani        | Nana Sugiki / Ayato Yuzawa        | Kaede Hara / Kokoro Mizutani      |        |
| 2009                                         | Nagoja      | Nana Sugiki / Taiyo Mizutani         | Kaede Hara / Kokoro Mizutani      | Brak zawodników                   | [ 28 ] |
| 2010                                         | Jokohama    | Misato Komatsubara / Kokoro Mizutani | Brak zawodników                   | Brak zawodników                   | [ 29 ] |
| 2011                                         | Hitachinaka | Misato Komatsubara / Kokoro Mizutani | Brak zawodników                   | Brak zawodników                   | [ 30 ] |
| 2012                                         | Osaka       | Misato Komatsubara / Kokoro Mizutani | Brak zawodników                   | Brak zawodników                   | [ 13 ] |
| 2013                                         | Nishitōkyō  | Nana Sugiki / Hiroichi Noguchi       | Brak zawodników                   | Brak zawodników                   | [ 32 ] |
| 2014                                         | Nagoja      | Shizuru Agata / Kentarō Suzuki       | Kumiko Maeda / Aru Tateno         | Brak zawodników                   | [ 33 ] |
| 2015                                         | Niigata     | Rikako Fukase / Aru Tateno           | Ayumi Takanami / Daiki Shimazaki  | Brak zawodników                   | [ 34 ] |
| 2016                                         | Hitachinaka | Rikako Fukase / Aru Tateno           | Kumiko Maeda / Junya Watanaba     | Himesato Hirayama / Kenta Azuma   | [ 35 ] |
| 2017                                         | Sapporo     | Rikako Fukase / Aru Tateno           | Yuka Orihara / Kanata Mori        | Haruno Yajima / Daiki Shimazaki   | [ 36 ] |
| 2018                                         | Maebashi    | Haruno Yajima / Daiki Shimazaki      | Kiria Hirayama / Kenta Higashi    | Ayumi Takanami / Yosimitu Ikeda   | [ 37 ] |
| 2019                                         | Fukuoka     | Ayumi Takanami / Yosimitu Ikeda      | Mai Kashino / Yuhi Kashino        | Brak zawodników                   | [ 38 ] |
| 2020                                         | Jokohama    | Utana Yoshida / Shingo Nishiyama     | Ayumi Takanami / Yosimitu Ikeda   | Brak zawodników                   | [ 39 ] |
| 2021                                         | Hachinohe   | Utana Yoshida / Shingo Nishiyama     | Ayano Sasaki / Atsuhiko Tamura    | Kaho Yamashita / Yuto Nagata      | [ 40 ] |
| 2022                                         | Nagoja      | Nao Kida / Masaya Morita             | Ayano Sasaki / Atsuhiko Tamura    | Kaho Yamashita / Yuto Nagata      | [ 41 ] |